# Dasyrhicnoessa ostentatrix
Dasyrhicnoessa ostentatrix är en tvåvingeart som beskrevs av Lorenzo Munari 2004. Dasyrhicnoessa ostentatrix ingår i släktet Dasyrhicnoessa och familjen Canacidae. Inga underarter finns listade i Catalogue of Life.